# Clistoabdominalis uniformis
Clistoabdominalis uniformis är en tvåvingeart som först beskrevs av Enrico Adelelmo Brunetti 1917.  Clistoabdominalis uniformis ingår i släktet Clistoabdominalis och familjen ögonflugor. Inga underarter finns listade i Catalogue of Life.